# Мезенцов, Пётр Иванович
Пётр Иванович Мезенцов (24 августа (5 сентября) 1824 — 15 (27) декабря 1897) — генерал от инфантерии Русской императорской армии, директор Пажеского и 2-го Московского кадетского корпусов.

## Биография
Происходил из дворянского рода Мезенцовых. Родился 24 августа (5 сентября) 1824 года. Отец — отставной артиллерии штабс-капитан Иван Николаевич Мезенцов, мать — Мария Харитоновна Товаркова.
В 1842 году был выпущен из дворянского полка прапорщиком артиллерии. В 1846 году с отличием, по 1-му разряду, окончил Императорскую военную академию и 1 января 1848 года был произведён в поручики Генерального штаба.
С 7 ноября 1858 по 15 апреля 1863 года был профессором тактики в Николаевской академии Генерального штаба; 30 августа 1860 года произведён в полковники.
С 1 мая 1864 года — директор 2-го Московского кадетского корпуса; с 27 мая 1866 года — генерал-майор.
С 29 октября 1871 года — директор Пажеского корпуса с оставлением по Генеральному штабу; с 1 января 1878 года — генерал-лейтенант. По оставлении корпуса, 15 февраля 1878 года, был зачислен в его списки, с правом носить его мундир. Был произведён в генералы от инфантерии 30 августа 1892 года.
Скончался в Санкт-Петербурге 15 (27) декабря 1897 года.

## Награды
- орден Св. Анны 3-й ст. (1849)
- орден Св. Владимира 4-й ст. (1854)
- орден Св. Станислава 2-й ст. с императорской короной (1858)
- орден Св. Анны 2-й ст. с императорской короной (1862)
- орден Св. Владимира 3-й ст. (1864)
- орден Св. Станислава 1-й ст. (1868)
- орден Св. Анны 1-й ст. (1870; императорская корона к ордену — 1872)
- орден Св. Владимира 2-й ст. (1875)
- орден Белого орла (1882)
- орден Св. Александра Невского (1888)

- австрийский орден Франца Иосифа, командорский крест со звездой (1874)

## Семья
Жена: Мария Николаевна, урождённая Озерова (1827—1897).
Дети:
- Владимир (04.03.1858 — 192?) — генерал-майор[3]
- Александр (03.03.1859 — после 1917) — член III Государственной думы.
- Михаил (04.03.1860 — 1904)
- Николай (01.04.1862—?)[4]
- Леокадия (10.08.1863 — 1944) — была замужем за князем Алексеем Ширинским-Шихматовым.
- Сергей (8.01.1866 — 22.10.1937) — генерал-майор[5][6]; в 1901—1909 годах его женой была внучка А. С. Пушкина Вера Александровна и у них родились: Марина — 18 марта 1902 года, Наталья — 11 ноября 1904 года и Александр — 18 января 1908 года[7]; в 1918 году сменил фамилию на Мезенцев.
- Борис (07.08.1869 — после 1917)